# Sterling L2
Пістолет-кулемет Стерлінг, іноді позначається як «Петчетт» — англійський пістолет-кулемет, створений в 1944 році як зручніша альтернатива STEN. Перебував на озброєнні армії Великої Британії у 1944—1988 роках. 3амінено автоматом L85A1.
Пістолети-кулемети Стерлінг були взяті на озброєння більш ніж 40 країнами, в першу чергу тими, що належали до Співдружності націй або мали спеціальні зв'язки з Великою Британією. Деякі країни досі або користуються Стерлінгами, або ж зберігають їх в резерві. Попри те, що поступово Стерлінг був витіснений або HK MP5, або в радянській сфері впливу АК-74, військові підрозділи деяких країн користуються ним і на початку XXI ст. Деякі підрозділи спеціального призначення багато років користувались L34A1, але згодом замінили їх на MP5SD.

## Країни-оператори
- Аргентина: Mk 4 варіант.[1]
- Бахрейн: Mk 4 варіант.[1]
- Бангладеш: Mk 4 варіант.[1]
- Барбадос[1]
- Беліз: Mk 4 варіант.[1]
- Ботсвана[1]
- Бруней: Mk 4 варіант.[1]
- Канада: Вироблявся як C1.[2]
- Кіпр[1]
- Габон[1]
- Гамбія[1]
- Гана[1]
- Гаяна[1]
- Індія: Виробляється індійською компанією під назвою 9 mm 1A1.[3] Варіант для безшумної стрільби також виробляється під назвою 9 мм 2A1.[4]
- Ірак: Mk 4 варіант.[1]
- Ямайка: Використовується збройними силами Ямайки у допоміжних частинах.[5]
- Кенія[1]
- Ліван[1]
- Лесото[1]
- Ліберія: L34 варіант.[1]
- Малаві[1]
- Малайзія[1]
- Мальта[1]
- М'янма[1]
- Непал[1]
- Нігерія[1]
- Оман[1]
- Пакистан[1]
- Папуа Нова Гвінея[1]
- Філіппіни: L34A1 використовується силами спеціального призначення ВМС.[6]
- Португалія[1]
- Катар[1]
- Сьєрра-Леоне[1]
- Сомалі[1]
- Іспанія: використовується силами спеціального призначення ВМС Іспанії.[7]
- Шрі-Ланка[1]
- Судан[1]
- Есватіні[1]
- Танзанія[1]
- Тринідад і Тобаго[1]
- Уганда[1]
- Велика Британія: L2A1 варіант був прийнятий на озброєння Британської армії у 1953.[2] L34A1 варіант був прийнятий на озброєння 1966.[2]
- Замбія[1]
- Зімбабве[1]

### Відео
- Operation, disasaembly and comparison with other submachineguns [Архівовано 10 березня 2016 у Wayback Machine.]
- Video of L2A3 Mk 4 (standard version) being fired [Архівовано 8 березня 2016 у Wayback Machine.]
- Video of Mk 7 (Para) and L34A1 (suppressed) versions being fired [Архівовано 8 березня 2016 у Wayback Machine.]
- Video of L34A1 (suppressed version) being fired [Архівовано 8 березня 2016 у Wayback Machine.]